# BD+20 594b
BD + 20594b (còn được gọi là K2-56b) là một hành tinh ngoài hệ Mặt Trời được phát hiện bởi tàu vũ trụ Kepler phối hợp với máy quang phổ HARPS tại La Silla ở Chile.

## Đặt tên
BD + 20594b chỉ ra rằng hành tinh quay quanh một ngôi sao được tìm thấy trong danh mục Bonner Durchmusterung, BD + 20 ° 594, lối vào thứ 594 trong vùng + 20 độ (độ phân giải từ +19 đến +20 độ); và đó là hành tinh đầu tiên được phát hiện quay quanh ngôi sao đó.
K2-56b chỉ ra rằng hành tinh quay quanh một ngôi sao được liệt kê trong danh mục nhiệm vụ Kepler 2 (một phần của nhiệm vụ K2 Kepler mở rộng), ngôi sao thứ 56 trong danh mục; và đó là hành tinh đầu tiên được phát hiện quay quanh ngôi sao đó.

## Hành tinh
Với bán kính 2.2 R ⊕ và một khối lượng 16,31 M ⊕, BD + 20594b là nhỏ hơn nhiều so với Sao Hải Vương. Lấy ước tính bán kính và khối lượng của nó theo giá trị bề mặt, thành phần của hành tinh sẽ là đá, do đó làm cho nó được phân loại là một siêu Trái Đất. Thành phần chính xác của BD + 20594b vẫn chưa được biết.
Hành tinh được phát hiện vào ngày 28 tháng 1 năm 2016 bởi nhà vật lý thiên văn Néstor Espinoza và nhóm của ông từ Đại học Công giáo Chile, sử dụng dữ liệu từ sứ mệnh Kepler hai bánh (K2). Nó quay quanh một ngôi sao loại K cách 496,08 năm ánh sáng trong chòm sao Kim Ngưu.
Người ta tin rằng các hành tinh có bán kính lớn hơn 1,6 lần Trái Đất thường không phải là hành tinh đá, làm cho BD + 20594b trở thành ngoại lệ đối với quy tắc này cùng với K2-3d.